# Weißstirn-Waldsänger

Verbreitung

Der Weißstirn-Waldsänger (Myioborus albifrons) ist ein kleiner Singvogel aus der Gattung Myioborus in der Familie der Waldsänger (Parulidae). Das Verbreitungsgebiet befindet sich in Venezuela. Die IUCN listet sie gegenwärtig als „potenziell gefährdet“ (near Threatened).

## Merkmale
Weißstirn-Waldsänger erreichen eine Körperlänge von 13 bis 13,5 Zentimetern. Die Flügellänge beträgt beim Männchen 6,2 bis 7,1 Zentimeter, beim Weibchen 6,8 Zentimeter. Adulte Weißstirn-Waldsänger und Jungvögel ab dem ersten Jahr haben ein schwarzes Kronengefieder mit einem großen zentrierten rötlich-braunen Kronenfleck und schwarzen Federspitzen. Die breiten weißen Augenringe sind durch ein schmales weißes Band über die Zügel und der Stirn miteinander verbunden und bilden dadurch eine prägnante Brille. Das restliche Kopfgefieder, der Nacken sowie das Oberseitengefieder ist dunkelgrau. Die Flügel sind schwärzlich mit dunkelgrauen Federrändern. Ebenfalls schwärzlich ist der Schwanz mit weißen äußeren Schwanzfedern. Das Unterseitengefieder ist hellgelb bis gelb, die Unterschwanzdecken weiß und der Schnabel und die Beine sind schwärzlich.

## Vorkommen
Weißstirn-Waldsänger sind in den Anden im Westen von Venezuela endemisch. Sie kommen im Gebirgszug Cordillera de Mérida in Trujillo, Mérida und überwiegend im äußersten Süden von Táchira vor. Bevorzugte Lebensräume befinden sich in Bergwäldern, an Waldrändern sowie teilweise in Nebelwäldern in Höhen von 2200 bis 3200 Metern. Gelegentlich sind sie auch bis zu einer Höhe von 4000 Metern vorzufinden. Wie alle Waldsängerarten ernähren sie sich überwiegend von Insekten, die sie wie die Fliegenschnäpper von einer Sitzwarte in der höheren Vegetation fangen oder gewöhnlich in den Baumkronen aufstöbern. Über die Brut-, Bebrütungs- und Nestlingszeit gibt es keine Aufzeichnungen. Gerade flügge gewordene Jungvögel wurden im Juni gesichtet.